# Mario Sensi
Mario Sensi (* 15. August 1939 in Assisi; † 25. Mai 2015) war ein italienischer Kirchenhistoriker.

## Leben
Er wurde am 29. Juni 1963 zum Priester geweiht. Am 1. August desselben Jahres wurde er zum Pfarrer von Colfiorito ernannt. Er wurde 1967 Doktor der Theologie an der Lateranuniversität und 1970 Doktor der Philosophie an der Universität Perugia. Im Oktober 1988 erhielt er vom Fakultätsrat der Päpstlichen Lateranuniversität er die Berufung zum Dozenten für Kirchengeschichte, seit 2002 war er Inhaber des Lehrstuhls für Geschichte der Alten und Mittelalterlichen Kirche. Ab Oktober 2009 war er emeritierter Professor. 
Er war Mitglied der Historischen Kommission des Ordo Equestris Sancti Sepulcri Hierosolymitani (1996); Postulator der Seligsprechungs- und Heiligsprechungsursache von Antonietta Meo (1998); Berater der Kongregation für die Selig- und Heiligsprechungsprozesse (2002) und bischöflicher Kanzler der bischöflichen Kurie von Foligno (2004).

## Schriften (Auswahl)
- mit Mario Tosti und Corrado Fratini: Santuari nel territorio della Provincia di Perugia. Ponte San Giovanni 2002, ISBN 88-85962-98-X.
- Mulieres in ecclesia. Storie di monache e bizzoche. Spoleto 2010, ISBN 978-88-7988-428-0.
- als Herausgeber mit Lucia Bertoglio: Ecclesiam suam diligere. In onore di S. E. mons. Gualtiero Sigismondi, Vescovo di Foligno nel XXV della sua Ordinazione Sacerdotale. Spello 2011, OCLC 878610602.
- Santuari e pellegrini lungo le Vie dell'Angelo. Storie sommerse del culto Micaelico. Rom 2014, ISBN 978-88-98079-19-3.